# はばたけ!ペンギン
『はばたけ!ペンギン』は、TBS系列で1998年4月15日 - 8月26日の水曜21:00 - 21:54に放送されていたバラエティ番組。

## 概要
古今東西のお笑いや芸に焦点をあてて紹介。アンティークショップの主人関口宏と女主人古手川祐子のところに、ゲストがお客さんに扮して登場し、お笑いや芸に対するこだわりをトークしていた。裏番組に勝てず、5か月で終了。

## レギュラー
- 関口宏
アンティークショップの主人で物知り。
- 古手川祐子
関口の妻。気が強いがそそっかしい。
- 爆笑問題
アンティークショップ店員。真面目に掃除する田中裕二といつもサボリ屋の太田光。
- ココリコ
向かいの喫茶店店員。暇らしくいつもたずねてくる。
- モト冬樹
アンティークショップ修理担当。いつも奥の部屋にいて、関口主人とのトークにのみ出演（たまに奥の部屋から出てくる）。
- ジャリズム、北北西に進路を取れ、ピーピングトム　
近所のうるさいやつら。最初は1分、2分もない出演。最終的に尺は長くなるもカットが多い。
- 垂木勉
番組のキャラクター「ペンギン君」の声を担当。ドナルドダックの様な甲高い耳障りな声をしている。

## ゲスト
- 江守徹
- 片岡鶴太郎
- 加藤茶
- 上岡龍太郎
- 小堺一機
- 西城秀樹
- シティボーイズ
- 志村けん
- 武田鉄矢
- 立川談志
- 西田敏行
- 間寛平
- 山田邦子
- 夢路いとし・喜味こいし

※五十音順

## スタッフ
- 構成：鈴木おさむ、福地邦夫、谷口秀一、須貝聡、田中直人、高橋洋二、福原太、山名宏和
- 監修：高平哲郎
- キャラクター声：垂木勉
- 美術プロデューサー：柴田慎一郎
- デザイン：菊地正人
- 美術進行：秋山真弥
- TD：飯沢孟
- CAM：斉藤佳久
- AUD：常田茂雄、長谷川輝彦
- VE：佐藤昭吾、吉田正美
- 照明：吉川知孝
- 音効：十川公男
- 編集：伊藤英二（IMAGICA）
- MA：津田秀樹（IMAGICA）
- CG：SUNCHE
- 美術協力：フジアール
- 技術協力：八峯テレビ、FLT
- TK：伊佐次千恵子
- AP：萩原朋子、小澤淑江
- AD：鈴木希巳江、山崎勝、島田ひろみ
- ディレクター：中根三美、清水晃、山浦克洋、北沢建一
- 演出：前田展宏、吉原利一
- 総合演出：長尾忠彦
- プロデューサー：大野克己、田中義紀、石井光雄
- 企画協力：三桂
- 制作協力：TVSTATION、グランチャイルド
- 製作：IVSテレビ制作、TBS

| TBS 水曜21:00枠 | TBS 水曜21:00枠   | TBS 水曜21:00枠          |
| 前番組          | 番組名            | 次番組                   |
| --------------- | ----------------- | ------------------------ |
| 女神の天秤      | はばたけ!ペンギン | ウンナンのホントのトコロ |